# Voralpen-Schnabeleule
Die Voralpen-Schnabeleule (Hypena obesalis), zuweilen auch Brennnessel-Zünslereule genannt, ist ein Schmetterling (Nachtfalter) aus der Familie der Eulenfalter (Noctuidae).

## Merkmale

### Falter
Die Flügelspannweite der Falter beträgt 35 bis 44 Millimeter. Die Vorderflügel sind gestreckt und schmal. Ihre Oberseite variiert in verschiedenen Brauntönen. Der obere Bereich der Diskalregion ist dunkelbraun, am Innenrand hebt sich ein breiter ockerfarbener Streifen ab. Äußere und innere Querlinie sind stark gezahnt, jedoch undeutlich. Die Makel sind zu schwarzen Punkten reduziert. Unterhalb des sehr spitzen Apex ist ein dunkler Schatten erkennbar. Die auffällig großen Hinterflügel sind zeichnungslos graubraun. Der Saugrüssel der Falter ist gut entwickelt. Die sehr langen Palpen werden schnabelartig vorgestreckt.

### Raupe
Ausgewachsene Raupen haben eine grünliche Färbung. Sie sind schlank, 14-füßig und zeigen deutlich abgesetzte Segmente.  Die Nebenrückenlinien sowie die Seitenstreifen sind weißlich bis gelblich. Der grüne Kopf ist schwarz punktiert. Aus den schwarzen Punktwarzen ragen einzelne Haare hervor.

## Verbreitung und Lebensraum
Die Voralpen-Schnabeleule ist von der Iberischen Halbinsel durch Mitteleuropa in bergigen Regionen lokal verbreitet. Richtung Osten reicht das Verbreitungsgebiet bis nach China. In den Alpen steigt sie bis in Höhen von 2000 Metern. Bei Einzelfunden im Norden gilt die Art als Irrgast. Die Tiere sind bevorzugt an Waldrändern, Berghängen sowie in Ufer- und Feuchtgebieten anzutreffen.

## Lebensweise
Die nachtaktiven Falter fliegen in einer Generation zwischen Juli und September, überwintern und erscheinen erneut ab April des folgenden Jahres. Sie besuchen Köder und künstliche Lichtquellen. Nahrungspflanze der im Juni und Juli lebenden Raupen ist die Große Brennnessel  (Urtica dioica), an der sie gesellig leben. Sie verpuppen sich zwischen zusammengesponnenen Blättern.

## Gefährdung
Die Voralpen-Schnabeleule kommt in Deutschland in Baden-Württemberg und Bayern lokal und meist vereinzelt vor und wird auf der Roten Liste in Kategorie 3 („gefährdet“) eingestuft.